# Isabel I d'Acaia
Isabel de Villehardouin (1260/1263 - 23 de gener, 1311) va ser la filla major de Guillem II d'Acaia, príncep d'Acaia, i de la seva segona muller Anna, la tercera filla de Miquel II Àngel-Comnè Ducas, dèspota de l'Epir.

## Enllaç amb la primera dinastia Capet d'Anjou-Nàpols
El 28 de maig del 1271 Isabel es casà amb Felip d'Anjou-Nàpols, fill de Carles I d'Anjou. El matrimoni havia estat arranjat pel Tractat de Viterbo del maig del 1267, firmat entre el mateix Carles I d'Anjou, el pare d'Isabel, Guillem II d'Acaia i l'exiliat Balduí II de Constantinoble.
Felip d'Anjou-Nàpols esdevingué també rei de Tessalònica el 1274, però morí l'1 de gener del 1277, abans que el seu pare Carles I d'Anjou. Seguint el que s'estipulava al tractat, a la mort del pare d'Isabel, Guillem II d'Acaia, ocorreguda el 1278, Carles I d'Anjou esdevingué príncep d'Acaia.

## Enllaç amb la dinastia Hainaut
Carles I d'Anjou morí el 1285 i el seu fill Carles II d'Anjou el succeí en el Principat d'Acaia. Però el 1289 Isabel es casà amb Florenci d'Hainaut i Carles II d'Anjou conferí a la parella els títols de príncep i princesa d'Acaia, però sota la condició que si ella sobrevivia al seu marit, ella no es tornaria a casar sense el consentiment de Carles II d'Anjou.
Com a príncep, Florenci d'Hainaut negocià el Tractat de Glarentsa amb l'Imperi Romà d'Orient el 1290. La pau durà fins al 1293, quan els romans d'Orient reconqueriren Calamata. Malgrat això, Florenci d'Hainaut persuadí Miquel VIII Paleòleg per tal que li fos retornada. El 1296 els romans d'Orient conqueriren el castell de Sant Jordi, a Arcàdia. Florenci d'Hainaut hi posà setge per tal de reconquerir-lo, però morí el 1297. Deixava una filla tinguda amb Isabel, Matilda d'Hainaut.

## Enllaç amb la dinastia Savoia-Piemont
Isabel de Villehardouin es casà de nou a Roma el 12 de febrer del 1301 amb Felip I del Piemont, qui esdevingué príncep d'Acaia. L'objectiu de Felip I del Piemont era el de conquerir tot el Peloponès als grecs de l'Imperi Romà d'Orient. Però governà de manera autoritària i els barons del seu regne el forçaren a acceptar un parlament el 1304. Els vassalls grecs es revoltaren davant de la pressió fiscal que suportaven.

## El problema successori al Principat d'Acaia
El 1306, Felip I del Piemont i Isabel de Villehardouin foren requerits a presentar-se davant de Carles II d'Anjou. Felip fou acusat de deslleialtat i de l'obediència deguda, en no haver donat suport militar al clam de Carles II d'Anjou sobre el Despotat de l'Epir. A més, Isabel de Villehardouin fou acusada de no haver requerit el consentiment previ de Carles II d'Anjou per casar-se amb Felip I del Piemont. De resultes d'aquestes acusacions, Carles II d'Anjou privà del Principat d'Acaia a la parella el 5 de maig del 1306, i en traspassà la titularitat al seu fill, Felip I de Tàrent qui, per tant, esdevingué Felip II d'Acaia.
Felip I del Piemont renuncià als seus clams sobre el Principat d'Acaia l'1 de maig del 1307. Isabel de Villehardouin se separà d'aquest i anà a viure al Comtat d'Hainaut, sense renunciar als seus drets sobre el Principat d'Acaia. Isabel de Villehardouin morí el 23 de gener del 1311 i Felip I del Piemont es casà de nou. Per la seva part, Felip I de Tàrent morí el 1313, de manera que la filla que Isabel de Villehardouin havia tingut del seu primer matrimoni amb Florenci d'Hainaut, Matilda d'Hainaut, esdevingué princesa d'Acaia.